# جون بثرك
جون بثرك (بالإنجليزية: John Petherick)‏ (1813 - 1882 م) هو رحالة من ويلز. يشتهر بترحاله في شرقي ووسط أفريقية.
عام 1845م دخل في خدمة محمد علي باشا لدراسة صعيد مصر وبلاد النوبة والبحر الأحمر وكردفان للبحث عن مناجم للفحم ولكن كان البحث بلا جدوى. ترك بثرك الخدمة في مصر عام 1848م واستقر في الأبيض عاصمة الكردفان. عمل في تلك الفترة بالتجارة وخاصة الصمغ العربي.
توفي بثرك في لندن يوم 15 تمّوز/يوليو سنة 1882م.

## روابط خارجية
- جون بثرك على موقع الموسوعة البريطانية (الإنجليزية)